# Geranium dahuricum
Geranium dahuricum är en näveväxtart som beskrevs av Dc.. Geranium dahuricum ingår i släktet nävor, och familjen näveväxter. Inga underarter finns listade i Catalogue of Life.